# Edgardo Rivera Martínez
Pour les articles homonymes, voir Martínez.
Edgardo Rivera Martínez, né le 28 septembre 1933 à Jauja (Pérou) et mort le 5 octobre 2018 à Lima (Pérou),, est un écrivain et professeur d'université péruvien.

## Œuvre
Les œuvres littéraires les plus importantes d'Edgardo Rivera Martínez sont le conte Ángel de Ocongate (1986) et le roman País de Jauja (1993), ce dernier étant considéré par la critique comme le meilleur de la littérature péruvienne récente. Il est également l'auteur de nombreux articles de recherche, notamment sur les voyageurs et la littérature de voyage au Pérou.